# Mitrovští z Mitrovic a Nemyšle
Mitrovští z Mitrovic a Nemyšle, starším pravopisem Mitrowský z Mitrowic, též německy Mittrowsky von Mitrowitz byl moravský šlechtický rod českého původu. Pocházeli z jižních Čech a původně se psali podle tvrze Nemyšle u Tábora, od 15. století podle Mitrovic u Písku. Až do 17. století patřili k nižší šlechtě v jižních Čechách, v pobělohorském období dosáhli vyššího společenského postavení a většího majetku. V české linii rod vymřel v roce 1737, mezitím se prosadila moravská větev, která dosáhla panského stavu (1716) a nakonec hraběcího titulu (1769). Z několika moravských linií pocházely významné osobnosti osvícenství (Jan Nepomuk Mitrovský) a také vlivní státníci habsburské monarchie (Antonín Bedřich I. Mitrovský). Od 18. století vlastnili řadu hradů a zámků na Moravě, díky nákupům a sňatkům vytvořili majetkovou základnu na jižní Moravě, mimo jiné byli posledními soukromými držiteli hradu Pernštejn. Do 20. století přežila jediná linie, která se přihlásila k německé národnosti a veškerý majetek byl v roce 1945 zkonfiskován. Rodina poté přesídlila do Rakouska, poslední mužský potomek zemřel v roce 1980. Významnou architektonickou památkou spojenou se jménem rodu je letohrádek Mitrovských v Brně.

## Počátky rodu vČechách
Nejstarším známým předkem tohoto rodu byl Litvín z Nemyšle v jižních Čechách, který zemřel okolo roku 1380. Jan z Nemyšle z jeho přímého potomstva koupil v polovině 15. století od Vratislavů z Mitrovic tvrz a statek Mitrovice, podle nějž se rod začal psát. Mitrovice drželi jeho potomci do konce 16. století. Během 14.–16. století patřili Mitrovští k nižší šlechtě v jižních Čechách, kde krátkodobě drželi řadu menších statků, příjmy získávali mimo jiné službou u nejvýznamnějších rodin (například u Rožmberků nebo pánů z Hradce). Trvalejší majetkové zázemí získali v roce 1541 zakoupením panství Jetřichovice na Sedlčansku, které později rozšiřovali dalšími nákupy (Vrchotice). Jetřichovická tvrz byla během 16. století přestavěna na renesanční zámek. Zatímco někteří členové rodu byli za účast ve stavovském povstání postiženi pobělohorskými konfiskacemi, jiní naopak díky věrnosti Habsburkům dosáhli společenského vzestupu. Jiří mladší Mitrovský z Nemyšle (†1629) byl po Bílé hoře místopísařem Českého království (1622–1623) a purkrabím Pražského hradu (1623–1629). Na svých panstvích v západních a středních Čechách (Manětín, Záběhlice) prosazoval přísnou rekatolizaci. Jeho majetek přes manželku Ester přešel do rodiny Lažanských z Bukové. Jeho synovec Vilém Jindřich (†1682) byl královským radou a dlouholetým hejtmanem Vltavského kraje (1659–1674). Tuto funkci zastával i jeho syn František Sezima (†1720), který byl navíc místopísařem (1709–1711) a místosudím (1712–1720) Českého království. Po jeho smrti dědicové prodali Jetřichovice (1721) a tím končí historie Mitrovských v Čechách. Posledním potomkem české linie byl Jan Josef, který zemřel v roce 1737 v Bělehradě jako plukovník císařské armády a rytíř Maltézského řádu.    

## Mitrovští na Moravě

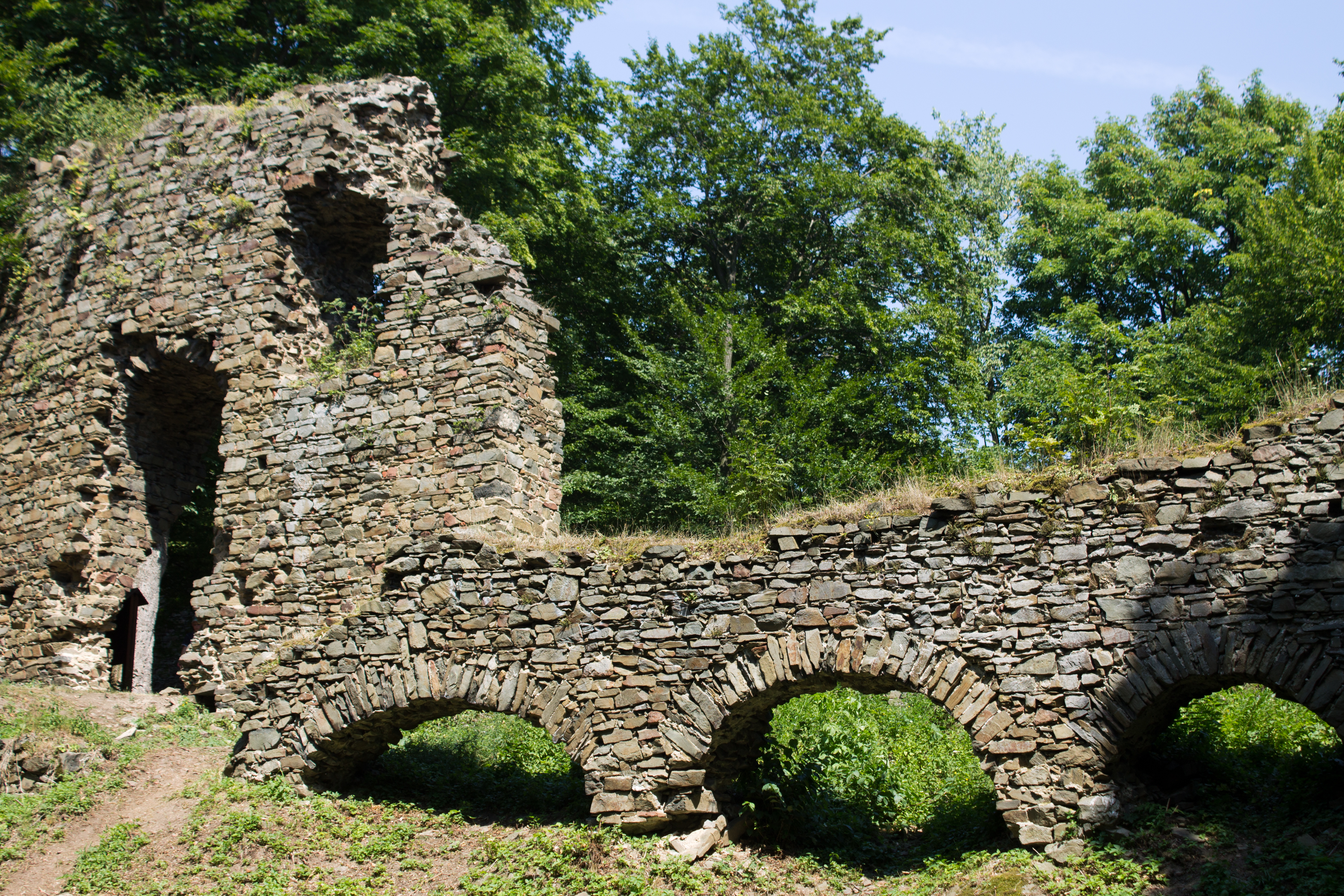
Hrad Vikštejn, majetek Mitrovských v letech 1713–1754

Předkem moravských větví Mitrovských byl Václav Mitrovský z Mitrovic a Nemyšle († 1596), který se díky sňatku usadil na Těšínsku, kde se také uplatnil v zemských úřadech. Z jeho potomstva vynikl Maxmilián (†1714), který v roce 1687 koupil panství Hrabyně v Opavském knížectví, kde zastával několik vysokých funkcí a v roce 1705 jako první z rodiny získal stav svobodných pánů. Panský stav pak v roce 1716 získal i jeho mladší bratr Arnošt Matyáš (1676–1748), který byl nakonec zemským hejtmanem v Opavsku (1742–1748) a klíčovou osobností v následujících dějinách celého rodu. V roce 1713 koupil panství s hradem Vikštejn a o rok později po bratrovi zdědil Hrabyni. V roce 1731 koupil od Lambergů panství Bystřice nad Pernštejnem se zříceninami hradů Zubštejn a Pyšolec. Centrem panství byl zámek Dolní Rožínka, tento majetek vlastnili Mitrovští až do 20. století . Arnošt Matyáš měl ze dvou manželství pět synů, tři z nich založili nové rodové linie, jejichž potomstvo dosáhlo během 18. a 19. století dosáhlo vysokého postavení v habsburské monarchii. Bez potomstva zemřel druhorozený syn Arnošt Benjamin (1706–1774), který byl dědicem Hrabyně a po roce 1750 zde nechal vystavět barokní zámek.

### Uherská linie

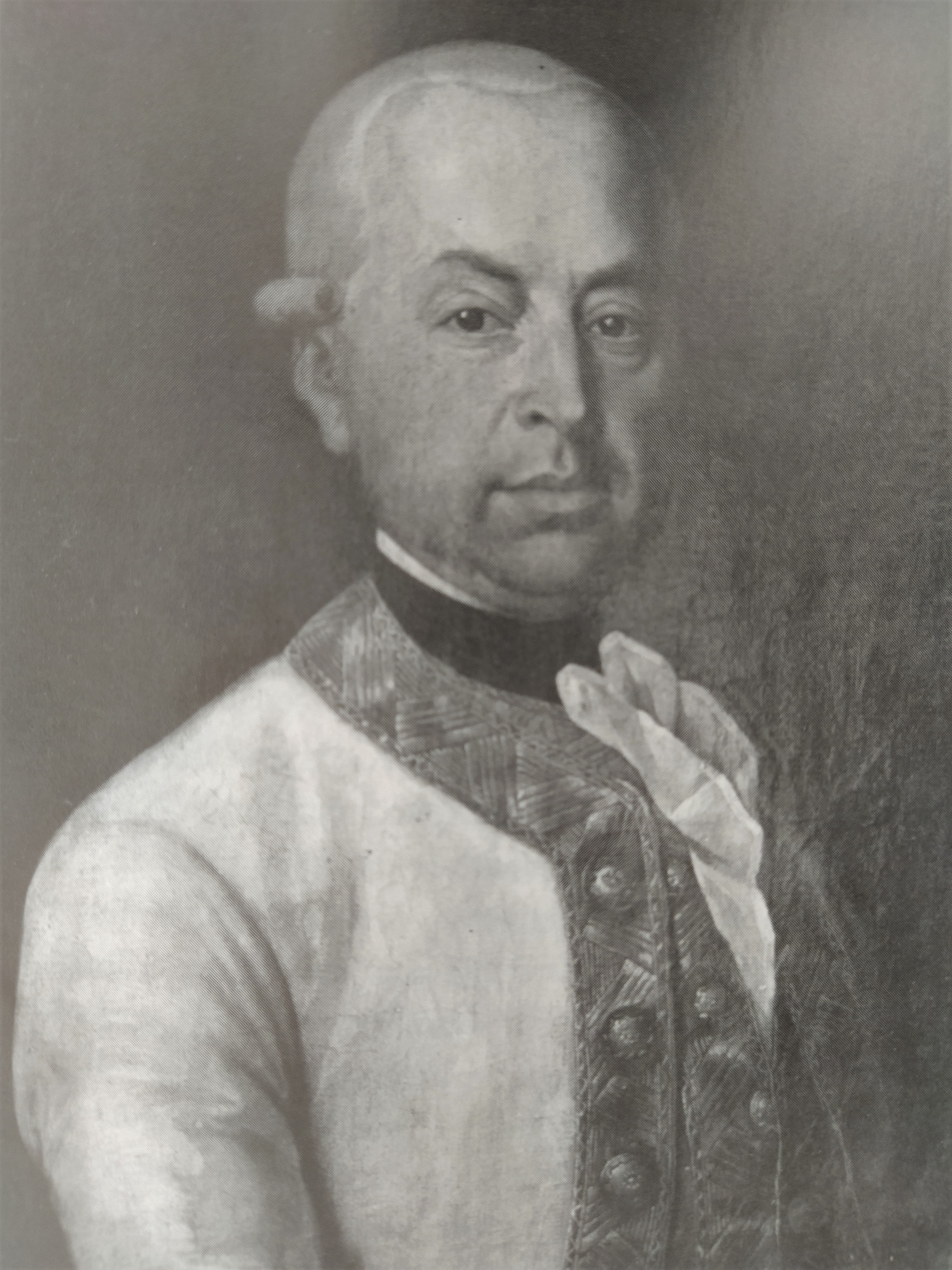
Generálmajor Antonín Arnošt Mitrovský (1735–1813), stavebník letohrádku Mitrovských v Brně

Označení uherské linie vychází z faktu, že její členové působili ve státních a vojenských službách v Uherském království, jejich majetkové zájmy se ale nadále odehrávaly na Moravě. Zakladatelem uherské větve byl druhorozený syn Arnošta Matyáše Jan Nepomuk (1704–1760). Ten svou službu ve státní správě spojil s ekonomickými obory na Moravě a v Čechách, delší dobu byl také ředitelem dolů v Banské Štiavnici a nakonec administrátorem úřadu nejvyššího mincmistra v Českém království. Jeho nejstarší syn Josef Antonín (1733–1808) dosáhl v armádě hodnosti polního zbrojmistra a byl vrchním velitelem v Sedmihradsku. Po strýci Arnoštu Benjaminovi zdědil panství Hrabyně, usídlil se ale na zámku Paskov, který koupil v roce 1778, na severní Moravě získal také další menší statky. Jeho mladší bratr Arnošt Antonín (1735–1813) sloužil také v armádě, v níž dosáhl hodnosti generálmajora, později se usadil v Brně, kde nechal postavit letohrádek Mitrovských. Oba bratři patřili ve druhé polovině 18. století k významným osobnostem osvícenství na Moravě. Posledním potomkem uherské linie byl jejich nejmladší bratr Karel (1738–1816), který působil ve státních službách jako důlní rada v hornouherské Banské Štiavnici následně jako nejvyšší komorní rada v Uhrách.

### Starší moravská linie

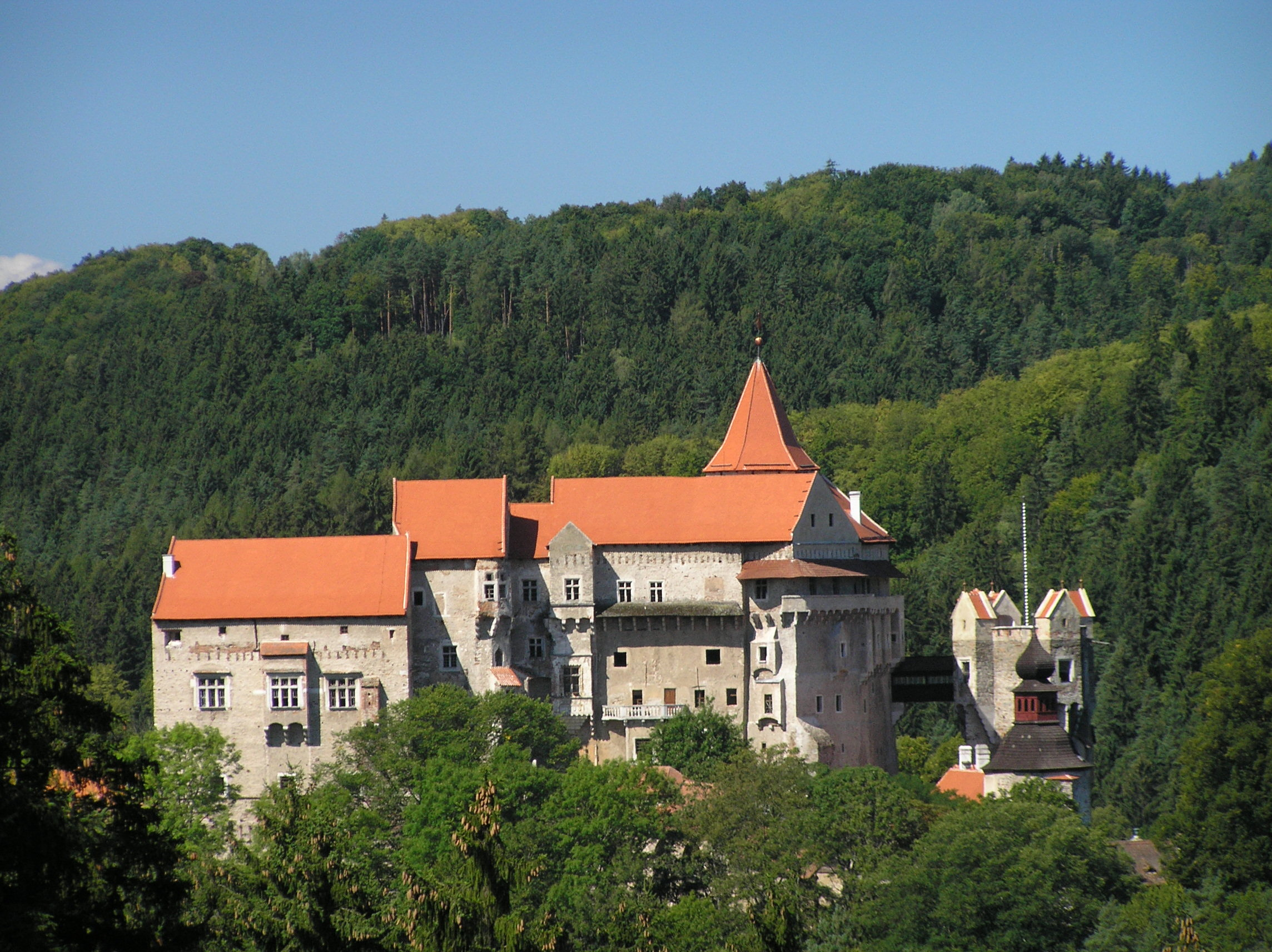
Hrad Pernštejn, majetek Mitrovských v letech 1818–1945

Starší moravskou linii založil další syn Arnošta Matyáše Maxmilián Josef (1709–1782), který sloužil v armádě, dosáhl hodnosti generála jezdectva a byl velitelem v Temešváru. Panství Bystřice nad Pernštejnem s Dolní Rožínkou vlastnil původně spolu s bratry, později tento majetek spravoval samostatně. Jeho syn Jan Nepomuk (1757–1799) patřil k významným osobnostem moravského osvícenství, věnoval se přírodním vědám, proslul také svou zálibou v cestování. V další generaci přibylo do majetku Mitrovských panství hrad Pernštejn. Jeho polovinu vyženil Janův syn Vilém (1789–1857) s Josefínou Schröfflovou z Mannsbergu v roce 1818, druhou polovinu koupil v roce 1828 od své švagrové Antonie. Výraznou osobností veřejného života na Moravě byl Vladimír I. Mitrovský (1814–1899), který byl dlouholetým poslancem moravského zemského sněmu, zastával řadu funkcí v různých spolcích a podporoval rozvoj školství a zemědělství, věnoval se také podnikání na svých statcích. Sňatkem se svou první manželkou Antonií Ditrichštejnovou (1821–1847) získal panství Sokolnice a Šlapanice poblíž Brna. Zámek v Sokolnicích se v té době stal hlavním rodovým sídlem a prošel novogotickou úpravou, zatímco na plánovanou přestavbu hradu Pernštejna nedošlo z finančních důvodů. Velkostatky Sokolnice, Dolní Rožínka, Bystřice nad Pernštejnem a Pernštejn zahrnovaly přibližně 10 000 hektarů půdy a tvořily majetkovou základnu rodu do roku 1945.
Nástupcem Vladimíra I. byl syn Vladimír II. Josef (1864–1930) z otcova druhého manželství. Byl c. k. tajným radou a komořím, ale ve veřejném životě se příliš neangažoval, věnoval se především svým soukromým zájmům (myslivost). Střídal pobyty na zámcích Dolní Rožínka a Sokolnice, do struktury jeho majetku zasáhla pozemková reforma, která postihla především velkostatek Sokolnice. Z toho důvodu byla také ústřední správa statků přesunuta do Dolní Rožínky. Posledním majitelem velkostatků na Moravě byl jeho syn Vladimír III. Antonín (1901–1976), kterému byl majetek zkonfiskován v roce 1945 na základě Benešových dekretů. Rodina poté přesídlila do Rakouska, posledním potomkem rodu byl mladší bratr Vladimíra III. Hubert Vladimír (1902-1980). 

### Mladší moravská linie

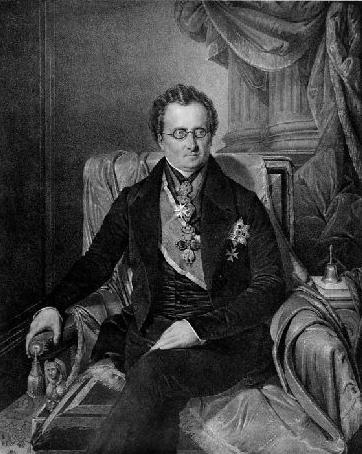
Antonín Bedřich I. Mitrovský (1770–1842), moravský zemský hejtman a nejvyšší kancléř

Zakladatelem mladší moravské větve byl nejmladší potomek Arnošta Matyáše z jeho druhého manželství Jan Křtitel Mitrovský (1736–1811). Ten od mládí působil ve státních službách na Moravě, kde nakonec dosáhl předního postavení ve společnosti jako nejvyšší zemský sudí (1776–1781) a nejvyšší komoří (1783–1811). Jako své sídlo na Moravě koupil zámek Žádlovice, vlastnil také palác v Brně. Žádlovice zdědil starší syn Alois (1765–1824), který zemřel bezdětný a Žádlovice prodal v roce 1815. Mladší syn Antonín Bedřich I. (1770–1842) se stal jednou z nejvýznamnějších osobností rodu, během své kariéry byl mimo jiné moravským zemským hejtmanem (1815–1827) a nakonec nejvyšším kancléřem (1830–1842). V rodině Mitrovských se stal také jediným nositelem Řádu zlatého rouna. Jako moravský zemský hejtman získal řadu zásluh, mimo jiné nechal upravit park pod Petrovem a byl spoluzakladatelem Moravského zemského muzea. Během života vlastnil řadu statků v různých částech Moravy. Po strýci Josefu Antonínovi z uherské linie zdědil na severní Moravě panství Paskov a Hrabyně, které ale později prodal. V roce 1820 koupil na Vysočině panství Moravec a zdejší Moravec nechal klasicistně přestavět. Také tento majetek v roce 1834 prodal, ale mezitím získal v roce 1833 za 216 000 zlatých panství Loučná nad Desnou (tehdy pod názvem Vízmberk) s železárnami v Sobotíně v podhůří Jeseníků. V Sobotíně navázal na podnikatelské aktivity v oboru výroby železa z doby předchozích majitelů a zámek v Loučné nad Desnou se stal jeho hlavním sídlem. Krátce před smrtí koupil ještě Velké Heraltice na Opavsku (1840). 
Pokračovatelem této linie byl Antonín Bedřich II. (1801–1865), který od mládí působil v justici a nakonec byl prezidentem vrchního zemského soudu v Čechách (1849–1854) a ve Štýrsku (1854–1864). Po otci zdědil velkostatky v Loučné nad Desnou a Velkých Heralticích. Vzhledem k působení v justiční sféře neměl zájem na pokračování podnikání v sobotínských železárnách a v roce 1844 celé panství prodal rodině Kleinů, která následně ve výrobě železa v Jeseníkách dosáhla celoevropského významu. Panství Velké Heraltice bylo v roce 1849 prodáno Kinským. Posledním potomkem mladší moravské linie byl Antonín Bedřich (1840–1907), který již na Moravě nevlastnil žádný majetek. 

## Erb

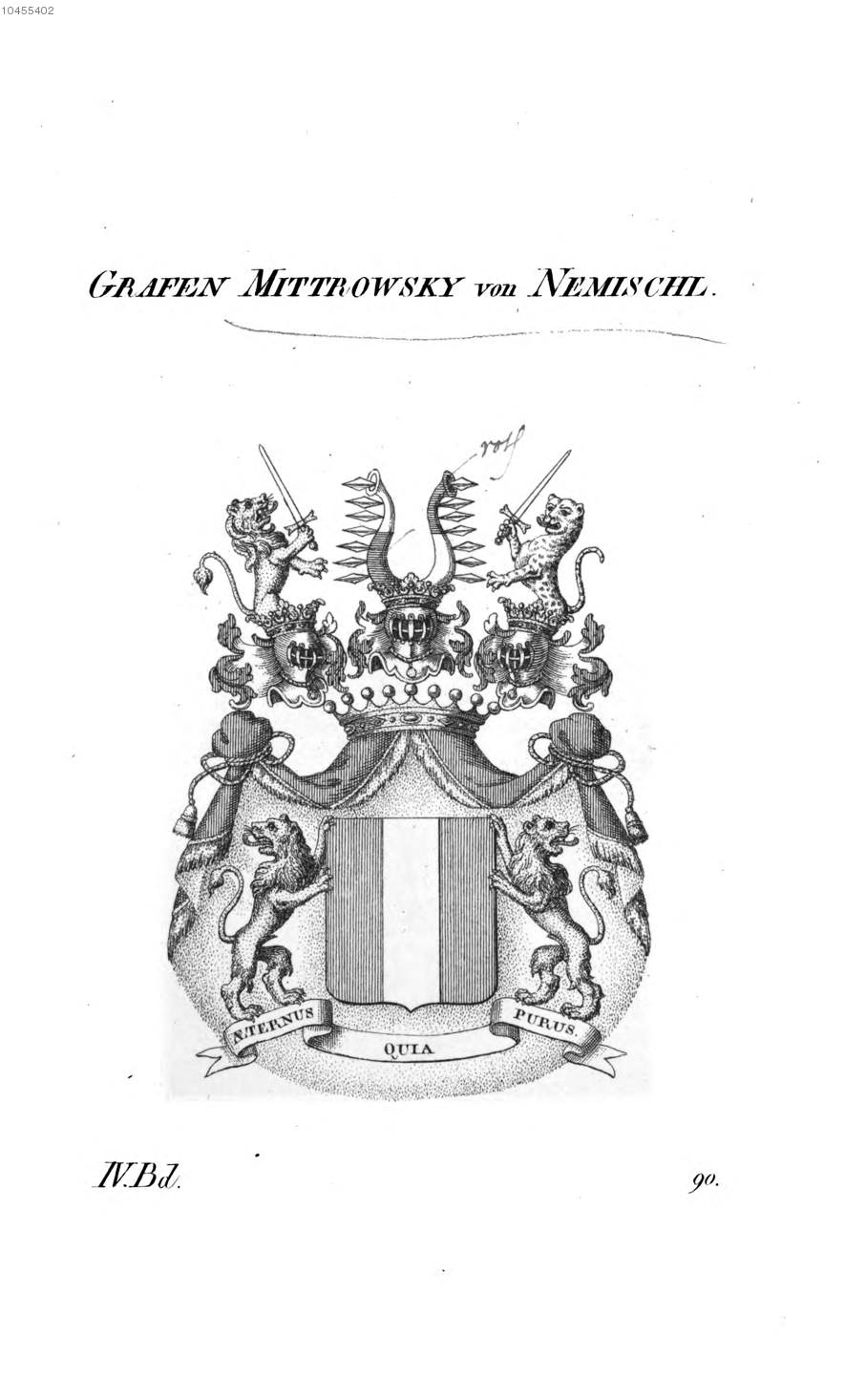
erb hrabat Mitrovských z Mitrovic a Nemyšle

Od povýšení do panského (baronského) stavu v červeném štítě stříbrný kůl (do té doby obráceně červený kůl ve stříbrném štítě). Přilbovým klenotem býčí rohy čtvrcené stříbrno-červeně a ozdobené hroty kopí opačných tinktur. Při povýšení do hraběcího stavu přidány (za vojenské a politické zásluhy) další dva klenoty (poloviční lev a tygr, oba s tasenými meči) a lvi jako štítonoši. Rodové heslo (přidané až v 19. století) znělo: Aeternus quia purus, ve volném překladu: Věčný, protože (zůstává) čistý.

## Osobnosti

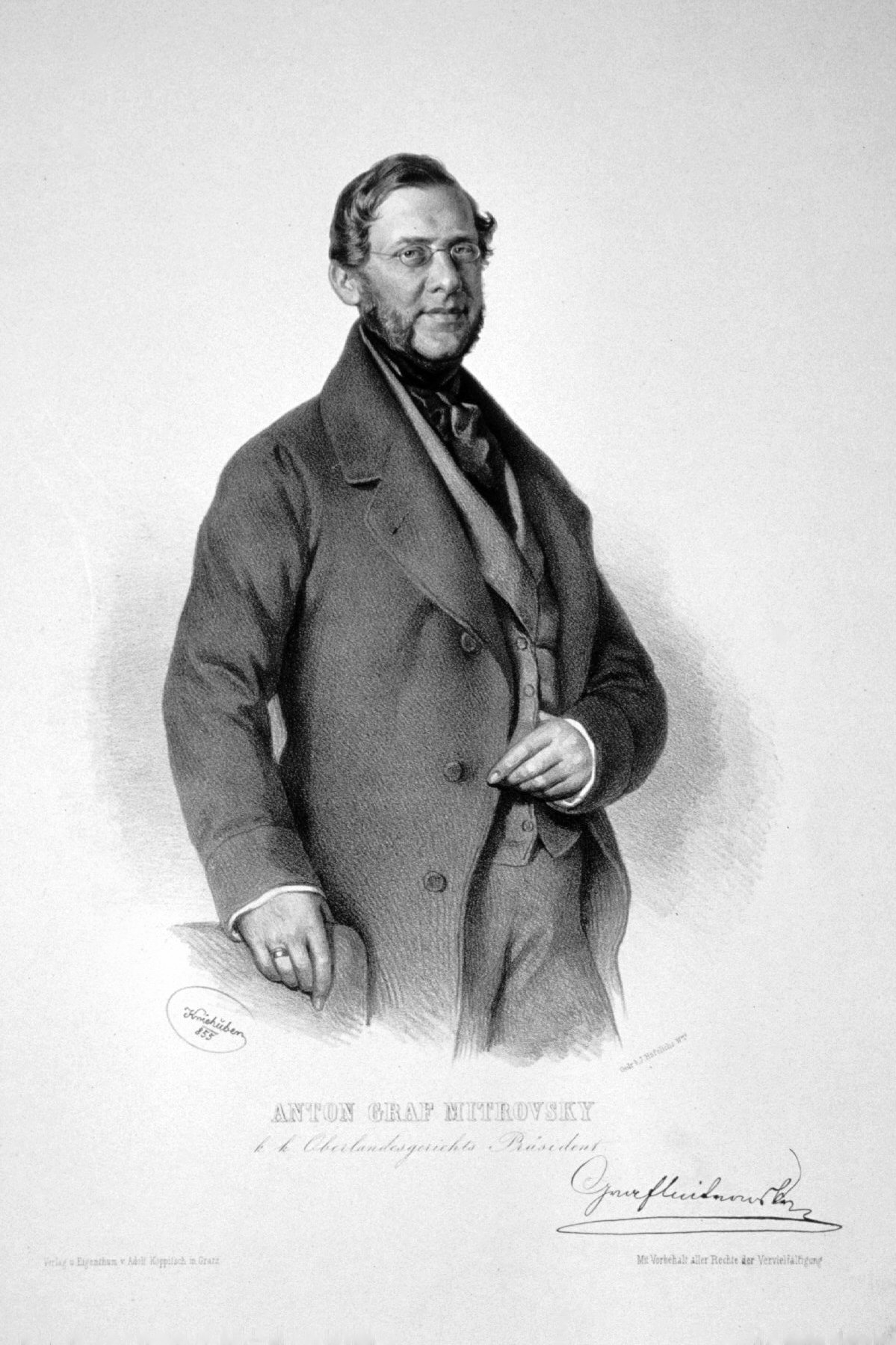
Antonín Bedřich II. Mitrovský (1801–1865), prezident vrchního zemského soudu v Praze a ve Štýrském Hradci

- Jiří (†1629), místopísař Českého království, purkrabí Pražského hradu
- Vilém Jindřich (†1682), hejtman Vltavského kraje
- Ferdinand Sezima (†1720), hejtman Vltavského kraje, místopísař a místosudí Českého království
- Maxmilián (†1714), zemský hejtman v Kladsku, 1705 povýšen do stavu svobodných pánů
- Arnošt Matyáš (1676–1748), zemský hejtman v Opavsku, 1716 povýšen do stavu svobodných pánů
- Jan Nepomuk (1704–1760), nejvyšší mincmistr v Českém království
- Maxmilián Josef (1709–1782), c. k. generál jízdy, velitel v Temešváru, 1769 povýšen na hraběte
- Josef Antonín (1733–1808), c. k. polní zbrojmistr, vrchní velitel v Sedmihradsku, 1769 povýšen na hraběte
- Antonín Arnošt (1735–1813), c. k. generálmajor, stavebník letohrádku Mitrovských v Brně, 1769 povýšen na hraběte
- Jan Křtitel Baltazar (1736–1811), nejvyšší zemský sudí a nejvyšší zemský komoří na Moravě, 1769 povýšen na hraběte
- Karel (1738–1816), důlní rada v hornouherské Banské Štiavnici a nejvyšší komorní rada v Uhrách.[12]
- Jan Nepomuk (1757–1799), přírodovědec, mecenáš a spisovatel
- Antonín Bedřich I. (1770–1842), moravský zemský hejtman a nejvyšší kancléř, rytíř Řádu zlatého rouna
- Antonín Bedřich II. (1801–1865), prezident vrchního zemského soudu v Praze a ve Štýrském Hradci
- Josef (1802–1875), c. k. generálmajor, rytíř Maltézského řádu
- Vladimír I. (1814–1899), poslanec moravského zemské sněmu, doživotní člen rakouské panské sněmovny
- Antonín Bedřich III. (1840–1907), c. k. podplukovník, pobočník císaře Františka Josefa
- Vladimír II. (1864–1930), c. k. tajný rada, komoří

## Galerie

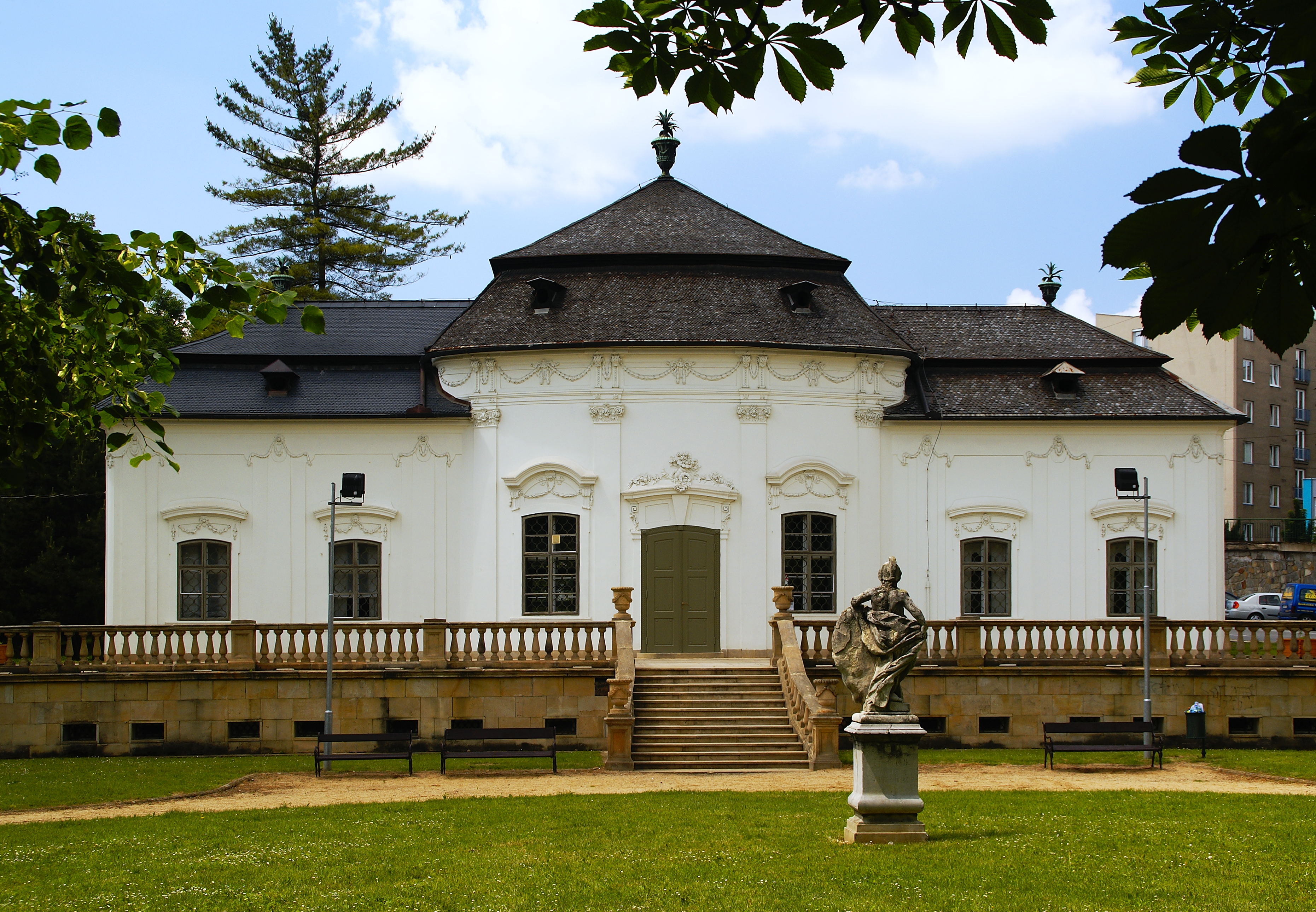
Letohrádek Mitrovských v Brně
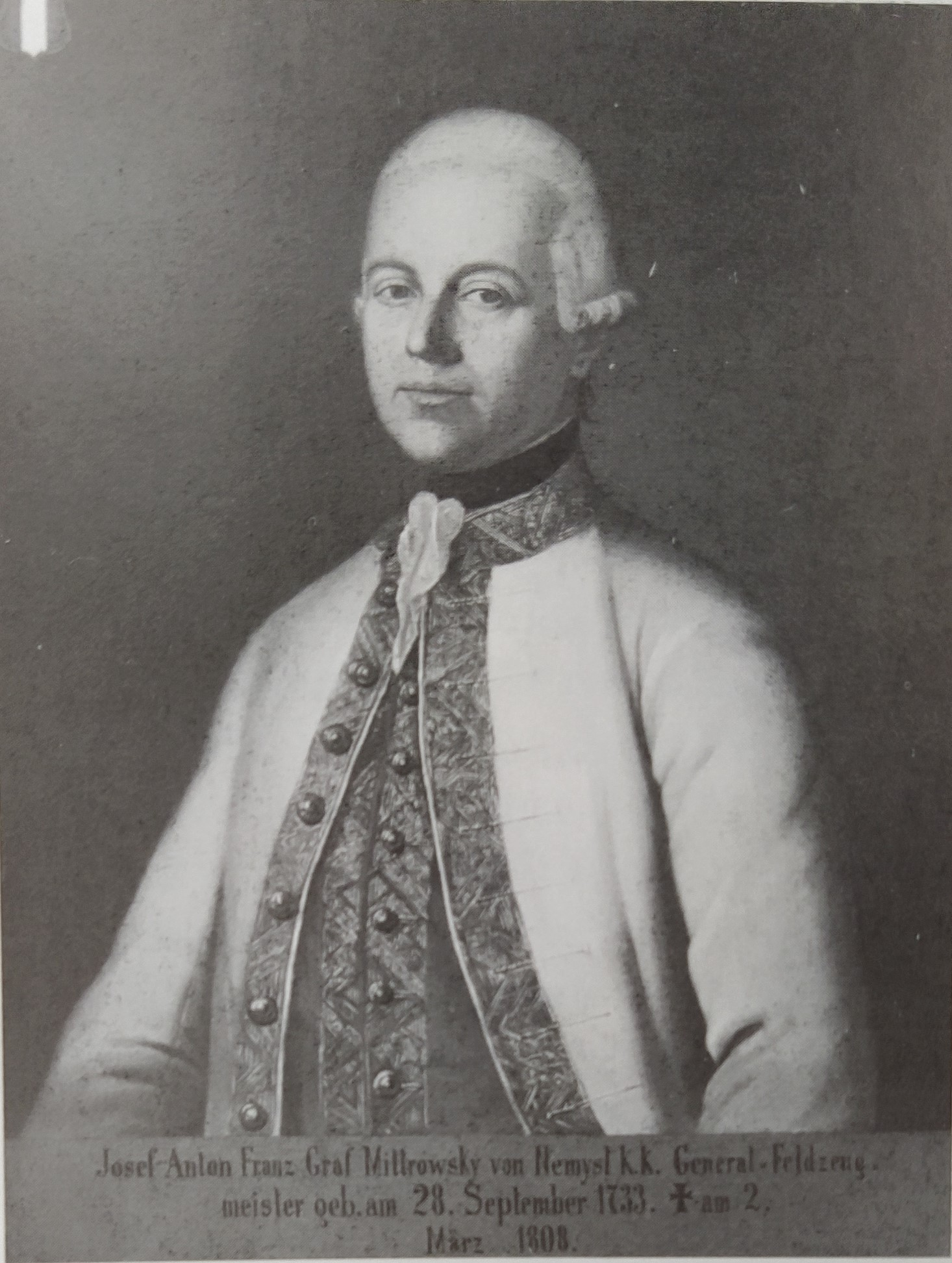
Polní zbrojmistr Josef Antonín Mitrovský (1733–1808)
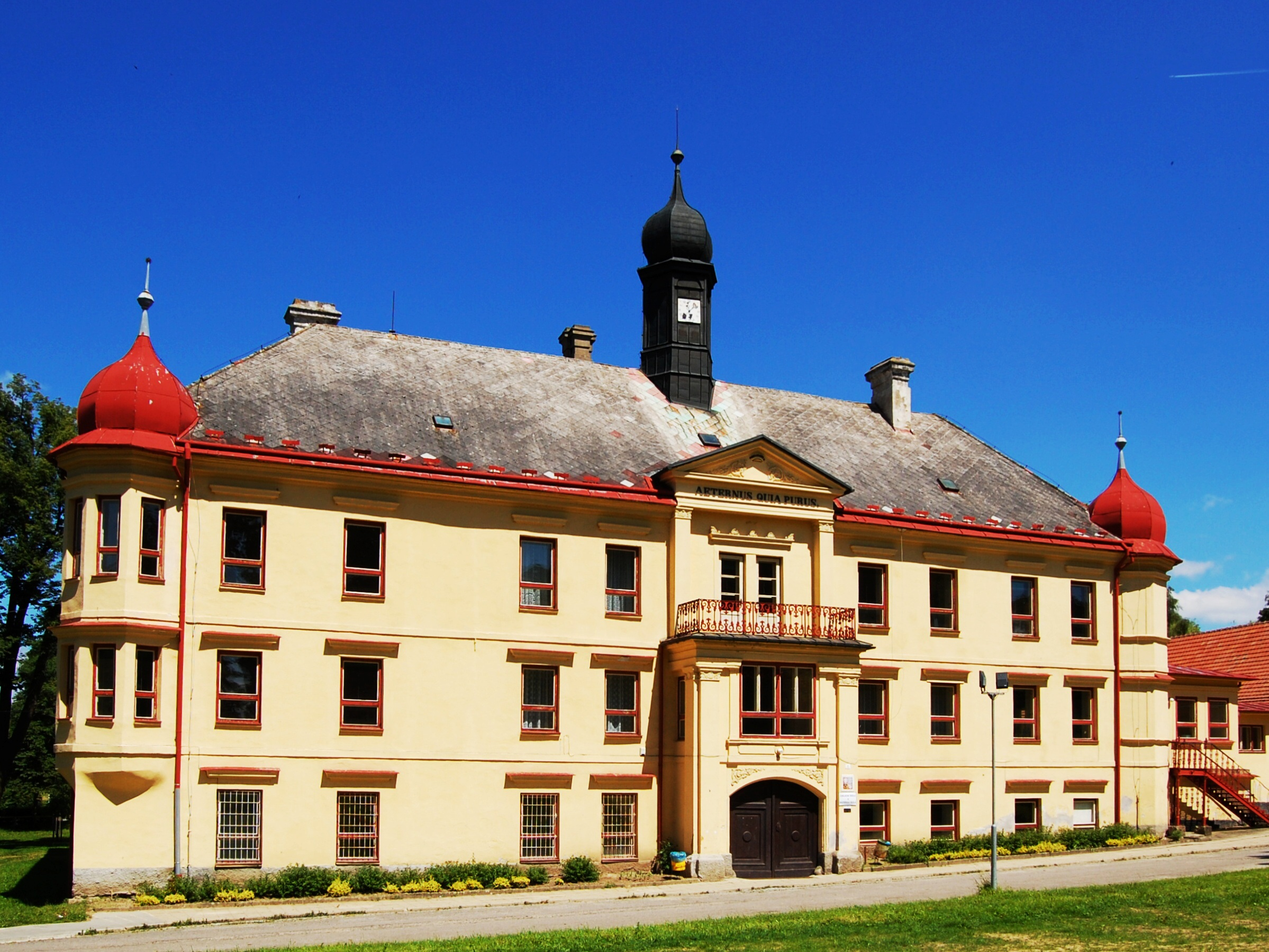
Zámek Dolní Rožínka, majetek Mitrovských 1731–1945
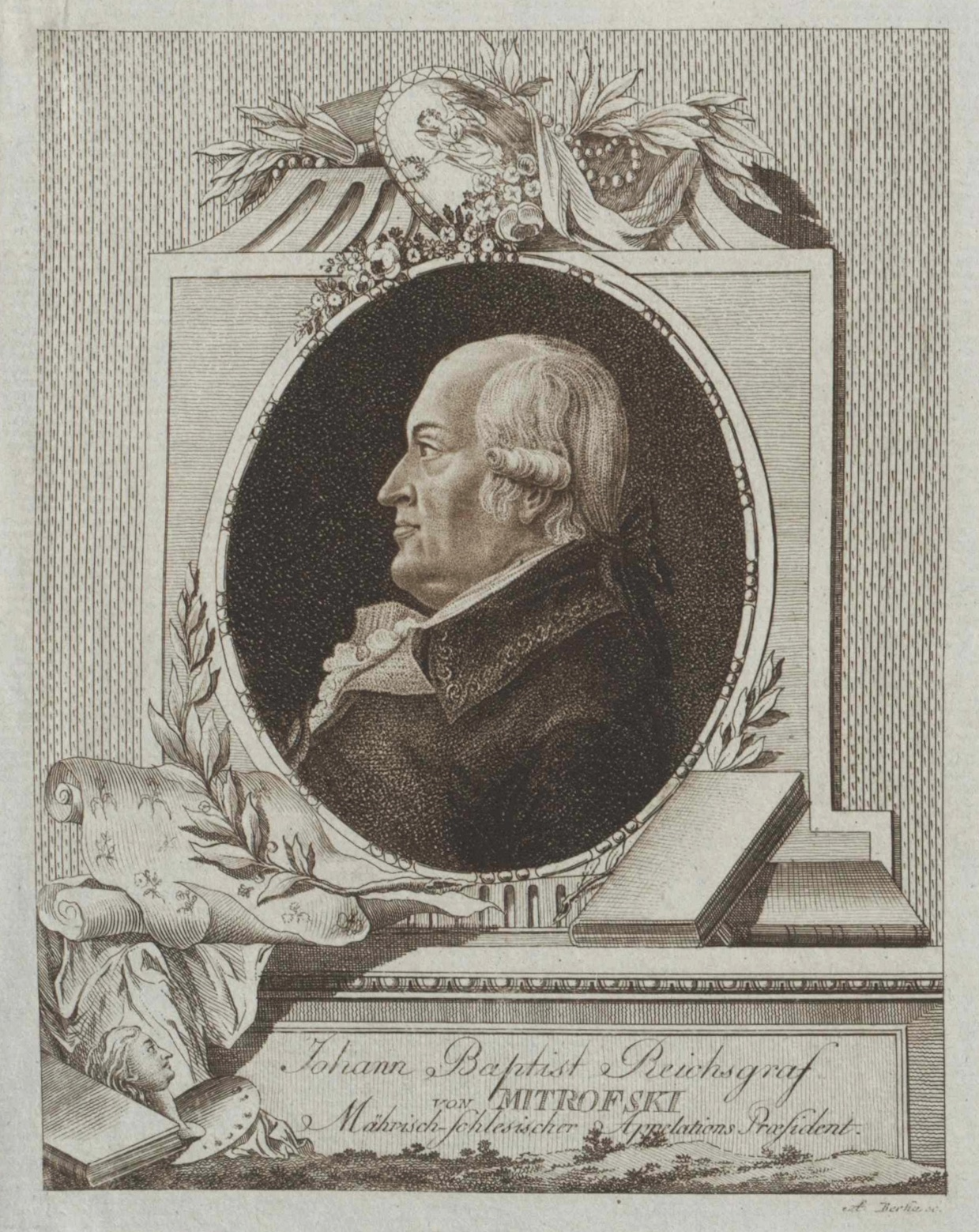
Jan Křtitel Mitrovský (1736–1811), nejvyšší komoří na Moravě
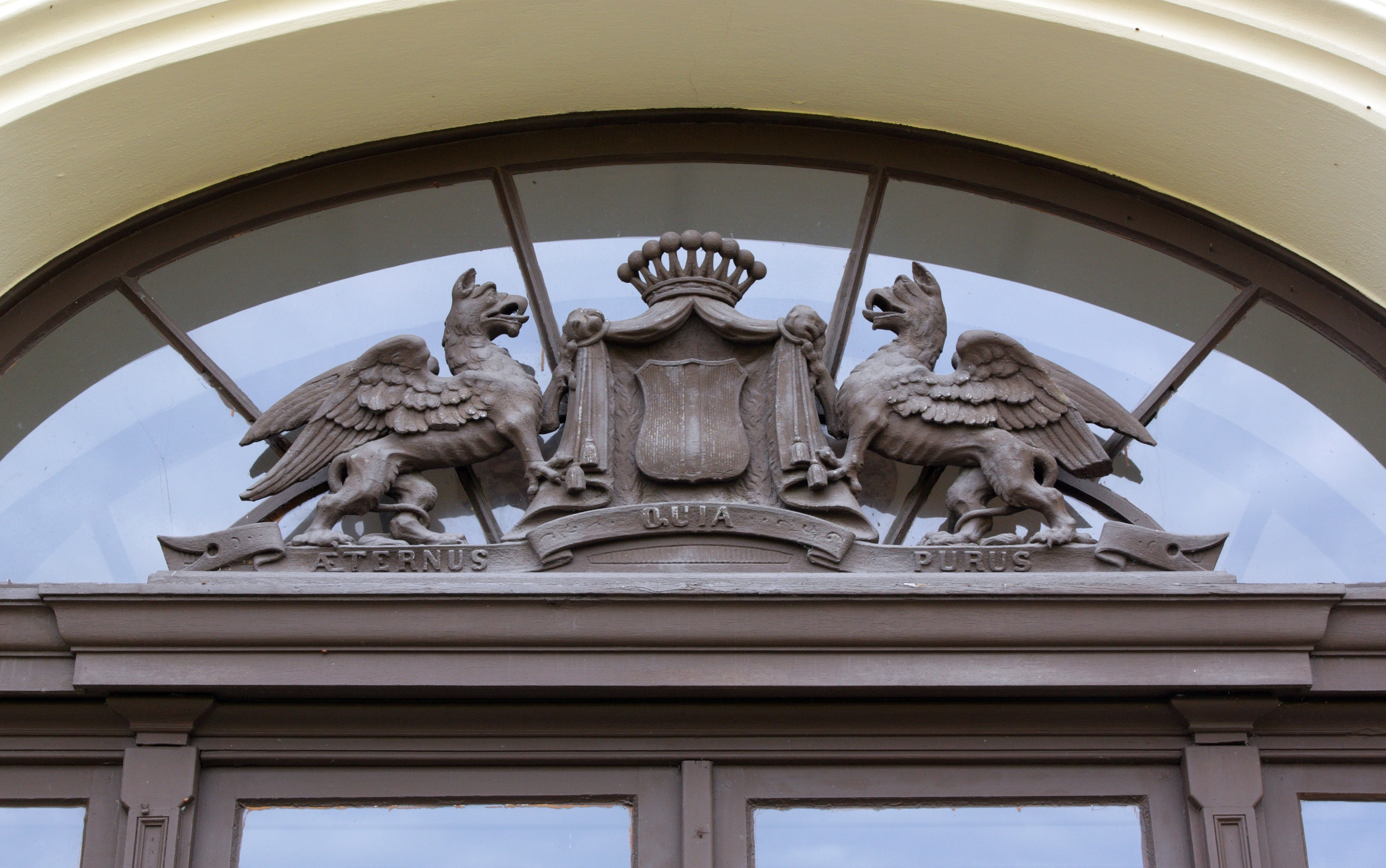
Erb Mitrovských na zámku v Sokolnicích
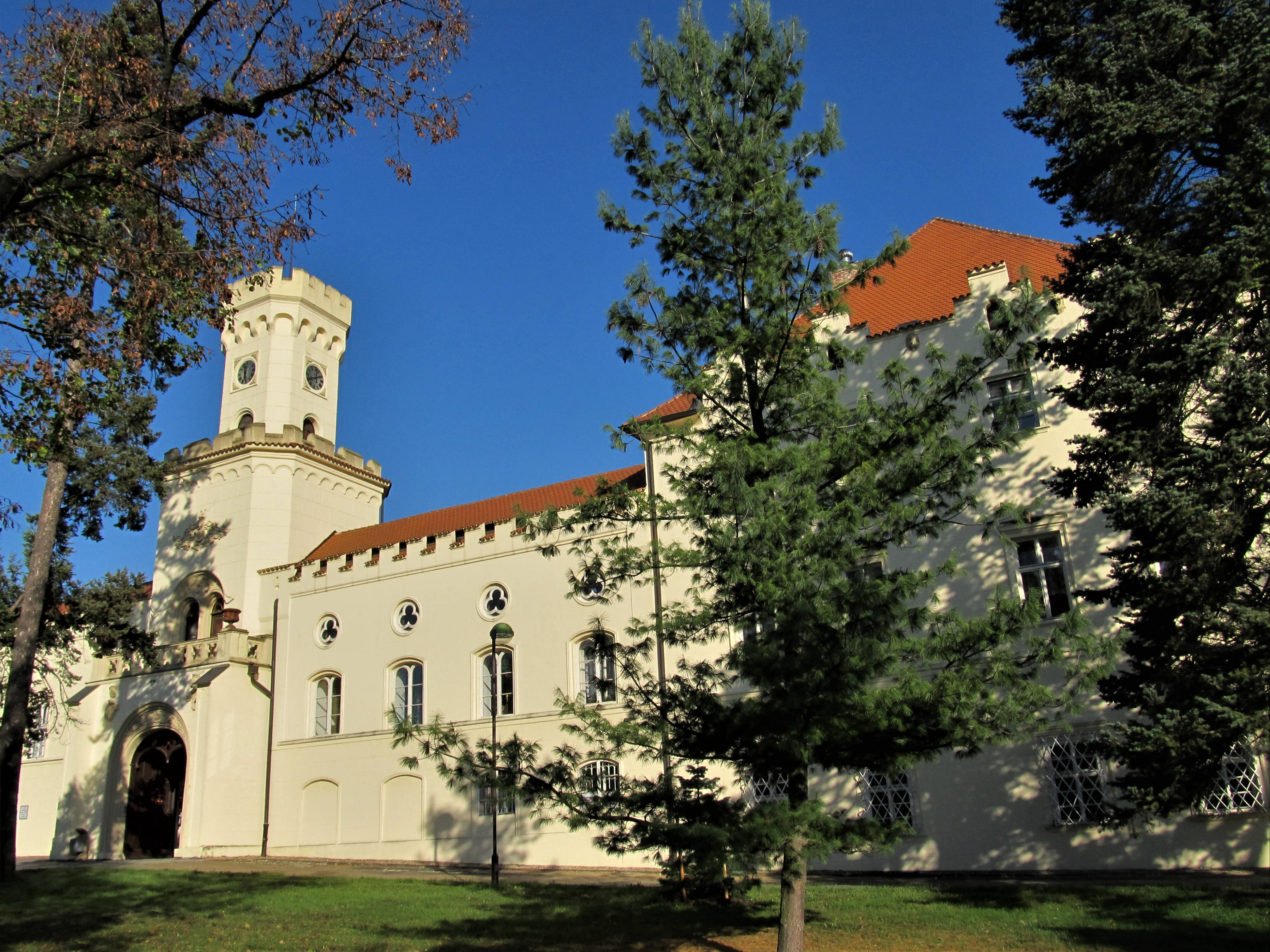
Zámek Sokolnice, sídlo rodu v 19. a 20. století
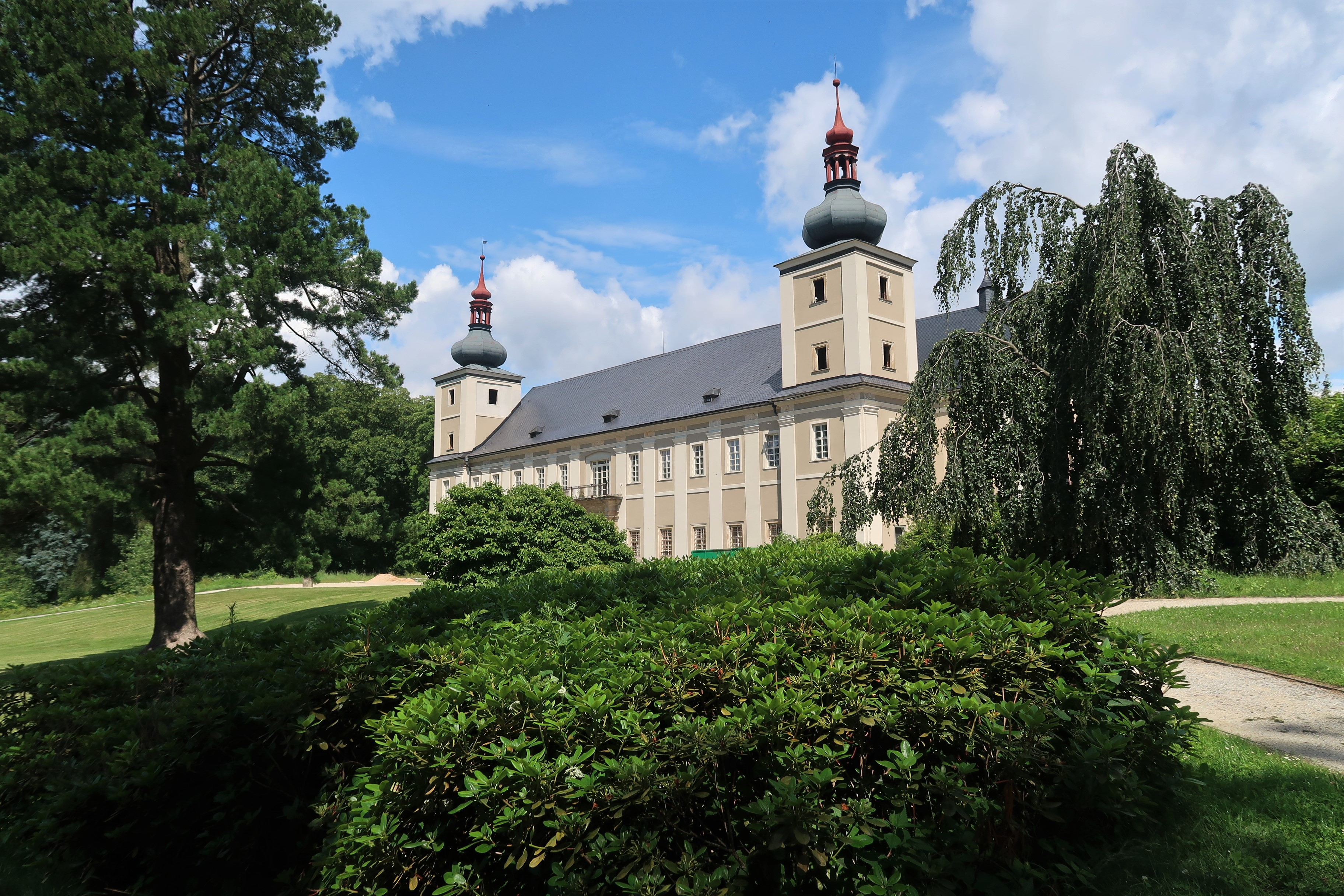
Zámek Loučná nad Desnou, majetek Mitrovských 1833–1844
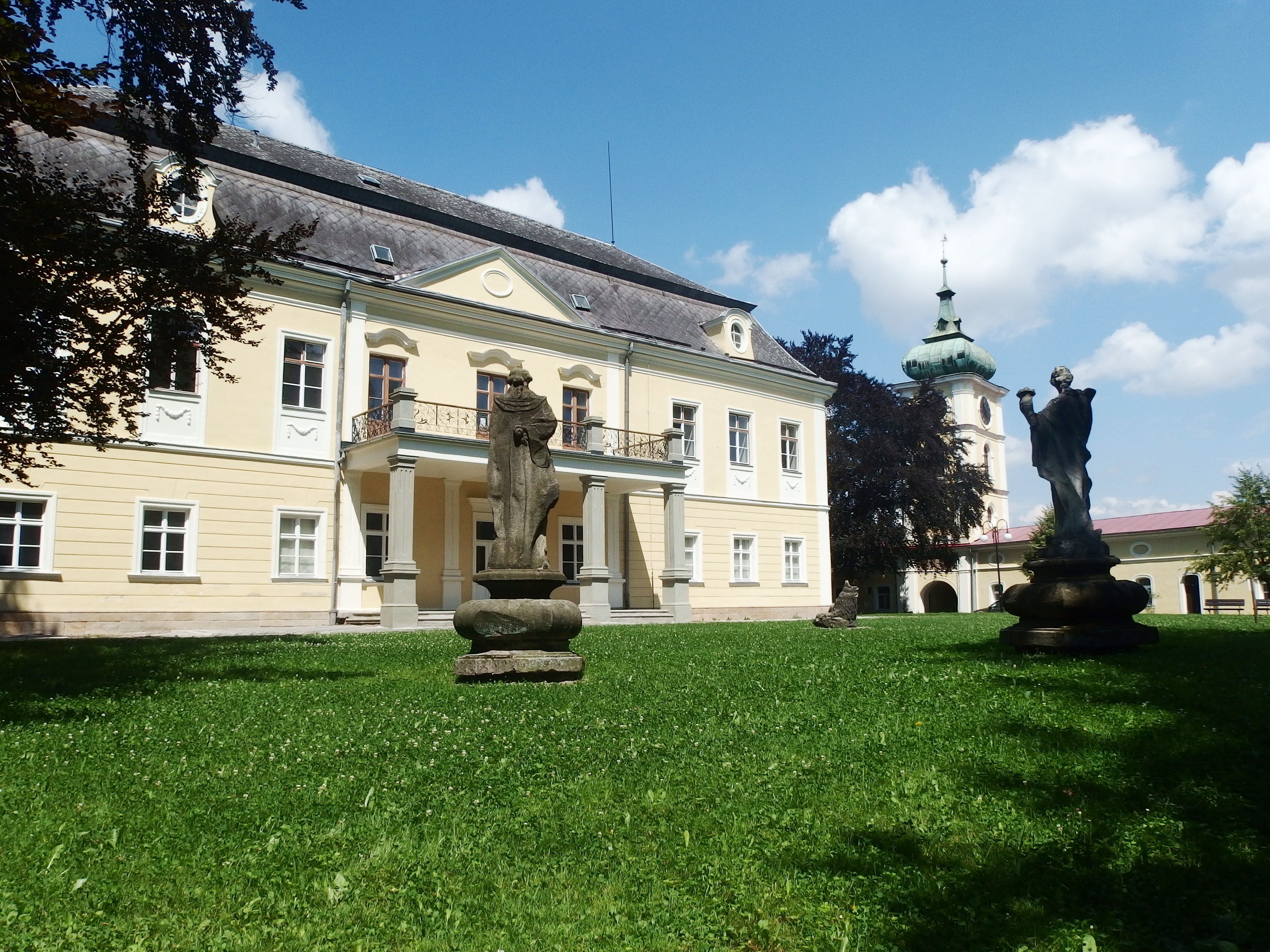
Zámek Paskov, majetek Mitrovských 1774–1809